# Едер (италиански футболист)
Едер Ситадин Мартинс, известен само като Едер (на португалски: Éder Citadin Martins) е италиански футболист от бразилски произход, нападател.

## Ранен живот
Едер притежава двойно гражданство - бразилско и италианско, тъй като неговият прадядо имигрант Батиста Ригето е родом от Нове, провинция Виченца.
Кръстен е на Едер Алейшо де Асис – нападател на Бразилия по време на Мондиал 1982.

## Кариера

### Ранна
Юноша е на Крисиума. На 18 години преминава в Емполи.

### Фрозиноне
Едер подписва с Фрозиноне през юни 2008 г. в сделка за съсобственичество за сумата от €600 000. Тогава отбора се подвизава в Серия Б.

### Обратно в Емполи
През юни 2009 г. Емполи откупува Едер за €2.42 млн. following an impressive Serie B season by the striker., след впечатляващ сезон 2008/09 за него. На 15 април 2010 г. вкарва 4 гола при 5:2 над Салернитана. Завършва 2009/10 като голмайстор на Серия Б с 27 попадения.

### Бреша
На 20 август 2010 г. подписва договор за 1+4 години с новака в Серия А Бреша. Трансфера е за €1.8 млн.

### Чезена
На 13 юли 2011 г. преминава в Чезена под наем за €2.2 млн.

### Сампдория
На 24 януари 2012 г. се присъединява към Сампдория под наем. Първия си гол за клуба вкарва на 21 април 2012 г. срещу Виченца. На 3 юли 2012 г. подписва постоянен договор за 5 години, като сумата по сделката е €3 млн.

### Интер
На 29 януари 2016 г. Едер преминава под наем в Интер за 2 години, като след това има опция за постоянно привличане. Заплатата му при „нерадзурите“ е €1.5 млн. на сезон. Дебютира на 31 януари при загубата с 0:3 в Дербито на Милано с Милан.

## Отличия

### Индивидуални
- Голмайстор на Серия Б (1): 2009/10